# Naru Taru
Naru Taru (jap. なるたる) ist ein Manga von Mohiro Kitoh, der trotz seines auf den ersten Blick kindlich erscheinenden Inhalts eine komplexe, düstere und gewalthaltige Science-Fiction-Geschichte mit Charaktertiefgang erzählt. Es wurde auch ein Anime in Form einer Fernsehserie produziert.
Naru Taru ist die Abkürzung der Wörter Mukuro Naru Hoshi, Tama Taru Ko (骸なる星・珠たる子), was übersetzt „die an den sterbenden Stern gebundenen Kinder“ bedeutet.

## Handlung
Die zwölfjährige Shiina Tamai lebt alleine mit ihrem Vater Shunji in einer Wohnung. Dieser ist Pilot bei der Motoki Fluggesellschaft und wird von seiner Tochter gerne bekocht. Wie jedes Jahr fährt Shiina in den Ferien auf eine kleine Insel zu ihren Großeltern. Das aufgeweckte und freundliche Mädchen freut sich, die anderen Kinder der Insel wiederzusehen, und findet sich bald mit diesen am Meer. Obwohl sie die anderen Kinder vor der Strömung warnen, schwimmt Shiina zu einem Torii, das aus dem Wasser herausragt. Als sie dort untertaucht, entdeckt sie am Meeresboden ein niedliches sternförmiges Wesen. Einen Augenblick später ertrinkt Shiina beinahe.
Sie wacht auf und stellt fest, dass das Sternwesen sie gerettet haben muss. Am Abend geht sie zum Meer, um sich bei ihrem neuen Freund zu bedanken. Sie benennt das Wesen mit dem Namen Hoshimaru (dt. „runder Stern“). Beim Rückflug von der Insel gibt Shiina Hoshimaru als Rucksack aus. Doch sie ahnt nicht, dass er ein Drachenkind, ein noch nicht ausgewachsener Knochendrache ist. Die Erde wird von Knochendrachen bedroht und mehrere Kinder haben eine enge Verbindung zu ihren Drachenkindern.
Akira Sakura ist ein schüchternes und ängstliches Mädchen und besitzt ebenfalls ein Drachenkind. Shiina lernt Akira im Kendōverein kennen. Shiina freundet sich trotz der Zurückhaltung Akiras schnell mit ihr an. Akira ist schockiert, als sie Hoshimaru zu Gesicht bekommt. Akiras Drachenkind sieht Hoshimaru ähnlich. Die Mittelschülerin gab ihm den Namen Ain Soph. Dieses sperrt sie allerdings in eine Kiste, da sie im Gegensatz zu Shiina mit ihrem Drachenkind verbunden ist. Wenn Akiras Drachenkind fliegt, spürt sie den Flug so als würde sie selbst in der Luft schweben.

## Veröffentlichungen
In Japan erschien der Manga von März 1998 bis Oktober 2003 in Einzelkapiteln im Manga-Magazin Afternoon in den Ausgaben 5/1998 bis 12/2003, wo auch Serien wie Eden und Blame! veröffentlicht wurden. Ab August 1998 erschienen bei Kōdansha auch zwölf Sammelbände mit den Einzelkapiteln.
Auf Deutsch verlegte Egmont Manga und Anime alle zwölf Bände von 2001 bis 2006. Obwohl der Manga für den Verlag mit 2.500 bis 3.500 verkauften Exemplaren pro Band keinen Gewinn einbrachte und der sechste Band wegen brutaler Szenen zensiert werden musste, wurde die Serie nicht abgebrochen. Allerdings wurden die einzelnen Bände in halbjährlichen bis jährlichen Abständen veröffentlicht.
Auch in anderen Ländern erschien Naru Taru, wurde aber sehr oft nach wenigen Bänden eingestellt. In Frankreich veröffentlichte Glénat den Manga von 1999 bis 2000, eine Einstellung erfolgte allerdings wegen der Gewaltszenen im sechsten Band nach den ersten beiden Bänden. In den USA erschien Naru Taru unter dem Namen Shadow Star.

## Verfilmung
Von Juli bis September 2003 produzierte der Fernsehsender Kids Station einen Anime mit dem Namen Naru Taru – Mukuro Naru Hoshi, Tama Taru Ko, der auf den ersten sechs Bänden des Mangas basiert. Auch dieser beginnt sehr harmlos und stellt sich im Verlauf der Handlung, obwohl er auf Kids Station ausgestrahlt wurde, als für Kinder eher ungeeignet heraus. Der Anime umfasst 13 Episoden und erschien auch in den USA.

### Synchronisation
| Rolle           | japanischer Sprecher (Seiyū) |
| --------------- | ---------------------------- |
| Shiina Tamai    | Asami Sanada                 |
| Akira Sakura    | Mamiko Noto                  |
| Hiroko Kaizuka  | Sakura Nogawa                |
| Hoshimaru       | Satsuki Yukino               |
| Tomonori Komori | Akira Ishida                 |
| Takeo Tsurumaru | Eiji Miyashita               |
| Naozumi Sudō    | Hideki Tasaka                |
| Bungo Takano    | Hisayoshi Suganuma           |
| Satomi Ozawa    | Kaori Tanaka                 |
| Norio Koga      | Kohki Akaishi                |
| Shunji Tamai    | Nobuo Tobita                 |

## Auszeichnungen
Der Manga war 2004 für den Max-und-Moritz-Preis in der Kategorie Beste deutschsprachige Comic-Publikation, Import nominiert, konnte sich aber nicht gegen Marjane Satrapis Persepolis durchsetzen.